# ترافيس واتسون
ترافيس واتسون (بالإنجليزية: Travis Watson)‏ مواليد 20 مارس 1981 في سان أنطونيو، هو لاعب كرة سلة أمريكي معتزل. بدأ مسيرته الاحترافية في سنة 2003. يبلغ طوله 6 قدم 7.75 بوصة (2.0 م). اعتزل اللعب في 2015.

## المسيرة الاحترافية
لعب مع نادي بانيونيس لكرة السلة من سنة 2003 إلى 2005، ثم لعب مع فورتيتودو بولونيا في الدوري الإيطالي في موسم 2005–2006، ثم لعب مع أولمبيا ميلانو من سنة 2006 إلى 2008، ثم لعب مع زالغيريس لكرة السلة من سنة 2009 إلى 2011.

## إحصائيات المسيرة
|  | تصدر الدوري |

### الدوري الأوروبي
| السنة   | الفريق              | لعب | بدأ | دقيقة | ميداني% | ثلاثية | حرة  | ارتداد | صنع | استلاب | تصدي | نقطة | أداء |
| ------- | ------------------- | --- | --- | ----- | ------- | ------ | ---- | ------ | --- | ------ | ---- | ---- | ---- |
| 2005–06 | فورتيتودو بولونيا   | 20  | 2   | 19.5  | .525    | .000   | .647 | 7.3    | 1.1 | 1.3    | .6   | 8.0  | 11.3 |
| 2007–08 | أولمبيا ميلانو      | 14  | 13  | 25.3  | .632    | .1000  | .443 | 9.7    | 1.2 | 1.9    | .4   | 11.7 | 18.0 |
| 2009–10 | زالغيريس لكرة السلة | 13  | 12  | 25.2  | .591    | .000   | .737 | 9.5    | 1.5 | .7     | .7   | 10.6 | 16.2 |
| 2010–11 | زالغيريس لكرة السلة | 15  | 10  | 18.0  | .543    | .000   | .605 | 4.7    | .7  | 1.0    | .5   | 6.6  | 6.4  |

## روابط خارجية
- ترافيس واتسون على موقع الدوري الأوروبي لكرة السلة (الإنجليزية)
- ترافيس واتسون على موقع كرة السلة الأوروبية.كوم (الإنجليزية)
- ترافيس واتسون على موقع كلية كرة السلة في سبورتس رفرنس.كوم (الإنجليزية)
- ترافيس واتسون على موقع ريلجم (الإنجليزية)
- ترافيس واتسون على موقع بروبوليرز (الإنجليزية)
- ترافيس واتسون على موقع سبورتس رفرنس (الإنجليزية)